# Feketesapkás hangyászpitta
A feketesapkás hangyászpitta (Pittasoma michleri) a madarak osztályának verébalakúak (Passeriformes) rendjébe és a szúnyogevőfélék (Conopophagidae) családjába tartozó faj.

## Rendszerezése
A fajt John Cassin amerikai ornitológus írta le 1860-ban.

## Alfajai
- Pittasoma michleri zeledoni Ridgway, 1884
- Pittasoma michleri michleri Cassin, 1860[2]

## Előfordulása
Costa Rica, Panama területén és Kolumbia északnyugati részén honos. A természetes élőhelye szubtrópusi és trópusi síkvidéki esőerdők.

## Megjelenése
Testhossza 19 centiméter, testtömege 110 gramm.

## Természetvédelmi helyzete
Kisebb az elterjedési területe, de egyedszáma stabil, ezért a  Természetvédelmi Világszövetség Vörös listáján nem fenyegetett kategóriában szerepel.

## Külső hivatkozások
- Kép az interneten a fajról
- Xeno-canto